# Koliada

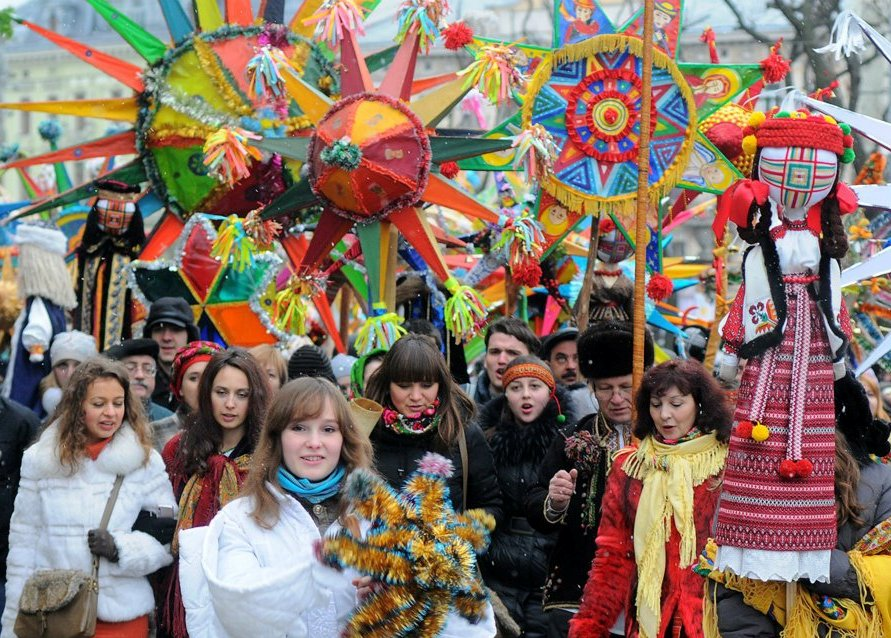
Cuộc diễu hành của Verteps. Lviv, Ukraine

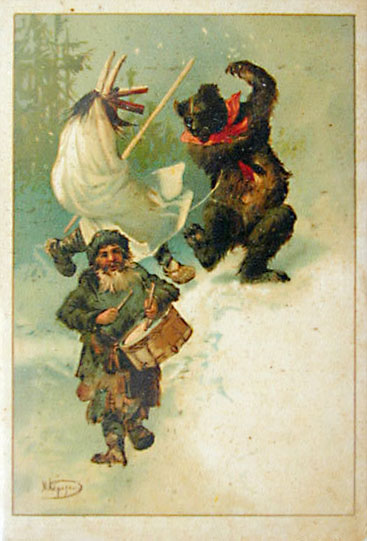
Bưu thiếp Giáng sinh Nga. Những năm 1910

Koliada hoặc koleda (tiếng Cyrillic: коляда, коледа, колада, коледе) là một lễ hội cổ xưa tiền Kitô giáo của người Slav vào mùa đông. Nó sau đó được kết hợp vào Giáng sinh.

## Thuật ngữ
Từ này vẫn được sử dụng trong thời hiện đại, ở Ukraine ("Коляда", Kolyada), Belarus (Каляда, Kalada, Kaliada), Nga (Колядá, Kolyada), Ba Lan (Szczodre Gody kolęda [kɔˈlɛ̃da]), Bulgaria, Macedonia, Serbia (Коледа, Tiếng Nga) Tiếng Litva (Kalėdos, Kalėda) và tiếng Bosnia, tiếng Croatia, tiếng Séc, tiếng Slovak, tiếng Hindi (tiếng koleda).
Từ được sử dụng trong ngôn ngữ Slavonic của Giáo hội cũ (Колѧда - Kolęnda)  phát âm gần nhất với cách phát âm ngôn ngữ Ba Lan hiện tại, vì tiếng Ba Lan là một trong hai ngôn ngữ Slav giữ nguyên âm mũi của ngôn ngữ tiền Slav (ngôn ngữ kia có liên quan chặt chẽ với ngôn ngnu74 Kashubia).  Một giả thuyết cho rằng Koliada là tên của một chu kỳ của các nghi lễ mùa đông bắt nguồn từ xa xưa calendae.
Một số người cho rằng nó được đặt theo tên của Kolyada, vị thần mùa đông của người Slav hay Koliada, nữ thần mang đến một mặt trời mới mỗi ngày.
Trong tiếng Ukraina hiện đại, Bêlarut, Nga (koliada), Séc, Slovak, Croatia (koleda), Kashubian (kòlãda [kwɛlãda]), Rumani (colindă) và Ba Lan (kolęda [kɔˈlɛ̃da], tiếng Ba Lan cũ kolenda ), ý nghĩa được chuyển từ Giáng sinh sang để áp dụng truyền thống đi dạo, ca hát và vui chơi trong đêm Giáng sinh, tương tự của người Slav ở Balkan. Nó đặc biệt áp dụng cho trẻ em và thanh thiếu niên đi bộ đến nhà để chào hỏi mọi người, hát và rây hạt biểu thị những lời chúc tốt đẹp nhất và nhận lại kẹo và tiền nhỏ. Hành động này được gọi là kolyadovannya (tiếng Nga: Колядования) Trong tiếng Ukraina và bây giờ được áp dụng cho tương tự ngôn ngữ Đông Slav cũ lễ kỷ niệm các ngày lễ lâu đời khác, chẳng hạn như Generous Eve (tiếng Belarus: Шчодры вечар, tiếng Ukraina: Щедрий вечiр) buổi tối trước ngày đầu năm mới, cũng như lễ mừng xuân đến. Tương tự như vậy ở Bulgaria và Bắc Macedonia, trong truyền thống của koleduvane (коледуване) hoặc koledarenje (коледарење) vào dịp Giáng sinh, các nhóm trẻ em đến thăm nhà, hát bài hát mừng và nhận một món quà chia tay tại. Những đứa trẻ được gọi là 'koledari' hoặc hiếm khi 'kolezhdani', người hát kolyadki (bài hát).
Koleda cũng được tổ chức trên khắp miền bắc Hy Lạp bởi các người Slav của Hy Lạp Macedonia, trong các khu vực từ Florina đến Thessaloniki, nơi nó được gọi là Koleda (Κόλιντα, Κόλιαντα) hoặc Koleda Babo (Κόλιντα Μπάμπω) mà có nghĩa là"Bà Koleda"trong tiếng Slav. Nó được tổ chức trước Giáng sinh bằng cách tập trung tại quảng trường làng và thắp một ngọn lửa, theo sau là âm nhạc và điệu nhảy của người địa phương.
Nhà soạn nhạc người Croatia Jakov Gotovac đã viết vào năm 1925 tác phẩm"Koleda", mà ông gọi là"nghi thức dân gian trong năm phần", dành cho dàn hợp xướng nam và dàn nhạc nhỏ (3 clarinet, 2 bassoon, timpani và trống). Ngoài ra còn có một điệu nhảy từ Dubrovnik có  tên là"The Kol Koleda".